# Амбарцумян, Армен (футболист, 1978)
Армен Амбарцумян (болг. Армен Амбарцумян, арм. Արմեն Համբարձումյան; род. 18 февраля 1978, Пловдив, Болгария) ― бывший болгарский футбольный вратарь армянского происхождения.

## Карьера
Армен Амбарцумян начал свою футбольную карьеру в 12 лет в 1990 году в футбольном клубе «Сокол».
В 1997—2012 года он был игроком в клубах «Марица», «Ботев», «Марек 2010», «Славия», «Докса» и «Эносис».
С 2012 по 2020 годы Амбарцумян был тренером вратарей в футбольных клубах «Берое» и «Левски», а также в сборной Болгарии по футболу.

### Выступление за сборную Армении
| Статистика Амбарцумяна за игру | Статистика Амбарцумяна за игру | Статистика Амбарцумяна за игру |
| Год                            | Сыгранно матчей                | Забитых голов                  |
| ------------------------------ | ------------------------------ | ------------------------------ |
| 2002                           | 1                              | 0                              |
| 2003                           | 1                              | 0                              |
| 2004                           | 6                              | 0                              |
| Всего                          | 8                              | 0                              |

В 2002―2004 годах Амбарцумян играл за сборную Армении по футболу, сыграв 8 матчей. 7 июня 2002 года он дебютировал в товарищеском матче против сборной Андорры со счётом 2:0.